# Théorème de Khintchine
Ne pas confondre avec les autres théorèmes de Khintchine, et notamment la loi faible des grands nombres.
En mathématiques, le théorème de Khintchine est un théorème de théorie des probabilités qui donne une condition nécessaire et suffisante pour qu’une fonction complexe d’une variable réelle soit une fonction caractéristique d’une variable aléatoire réelle.

Une fonction φ d’une variable réelle u est une fonction caractéristique d’une variable aléatoire réelle si et seulement si elle est la limite uniforme sur tout compact d’intégrales de la forme {\displaystyle \int _{-\infty }^{+\infty }g(u+t){\overline {g(t)}}\mathrm {d} t}, où les fonctions g sont de carré intégrable.